# Macrobiotus primitivae
Macrobiotus primitivae är en djurart som tillhör fylumet trögkrypare, och som beskrevs av De Barros 1942. Macrobiotus primitivae ingår i släktet Macrobiotus och familjen Macrobiotidae. Inga underarter finns listade i Catalogue of Life.